# 阿蒙森-史考特南極站
阿蒙森-斯科特南極站（英語：Amundsen-Scott South Pole Station）是美國于1957年在南極點设立的科学考察站。科考站位于南极高原上，海拔2,835米(9,301英尺)。它由美国国家科学基金会极地项目部门管理，具体来说就是美国南极洲计划 （英語：USAP）。阿蒙森-斯科特南極站是地球長期有人居住的最南處，也是世界纬度最高的考察站。其名稱是為紀念在1911年12月第一個抵達南極點的羅爾德·阿蒙森和1912年1月抵達的羅伯特·斯科特。
在1956年11月之前，南极没有永久的人造建筑，南极洲内部也几乎没有人类存在。南极洲为数不多的几个科考站都在远离南极点的海岸附近。
為支持1957年國際地球物理年活动，此站在1956年開始建設，並自此一直有人居住于此，并经过多次重建、扩建和升级。目前此站所在處距離地理上的南極點約100米，並以約每年十米的速度漂移远离南极点。雖然美國自1957年一直在南極點維持有基地，但中央建築、廚房和通訊單元曾重建和遷移過數次，包含這些單元的基地就叫阿蒙森-斯科特南極站。
这有人居住的地方是地球表面上唯一一个的太阳连续六个月可见，然后在接下来的六个月里持续黑暗的地方。在這裡大约有两天的时间处在黑暗/光明时间平均相等状态，也就是所谓的春分日和秋分日，它们被称为一个极长的“极昼”和一个同样长的“极夜”。在长达六个月的“一天”里，太阳在地平线上的仰角逐渐变化。在9月的整个节分日期间，太阳处于上升位置，然后在12月冬至日(南方的夏至日)时达到最高点，在3月春分时落下。
在为期6个月的极地夜间，气温可降至−73°C(−99°F)以下。这个季节有强烈的暴风雪。如果不考虑不受飘雪影响的波长的天气，理论上有着长达半年的充足的黑暗条件和干燥的大气使科考站成为一个绝佳的天文观测场所。
阿蒙森-斯科特站的科研人员和后勤人员的数量总是随季节而变化，在10月至2月的夏季作业季节，科研人员和后勤人员的数量最多约为200人。近年来，冬季的人口大约有50人。

## 介紹和歷史
為支持1957年國際地球物理年活动，此站在1956年開始建設，並自此一直有人居住于此，目前此站所在處距離地理上的南極點約100米，並以約每年十米的速度漂移远离南极点。雖然美國自1957年一直在南極點維持有基地，但中央建築、廚房和通訊單元曾重建和遷移過數次，包含這些單元的基地就叫阿蒙森-斯科特南極站。

### 初始站（1957年–1975年）
原来的南极站现在被称为“老南极”(Old Pole)。
该空间站由美国海军的海蜂工兵队建造，由海军上尉Richard Bowers领导。1956年11月20日，8人先遣队由VX-6空军中队VX-6用2架C-47運輸機（R4D）运来，他们成為第一群在南極點過冬的人。因為南極點的冬季狀況從未被測量過，因此初始站部份被建在地下，以在能想像的最糟氣候下保護它，1957年記錄的最低溫度是零下74.5°C，這样低的氣溫，再加上低濕度和低氣壓，使得只有在適當保護下人類才有可能應付。美国第十八航空队的道格拉斯C-124空投了大部分设备和建筑材料。这些建筑是由预制的4x8英尺模块化面板建造的。外部表面有四英寸厚，内部表面为铝，外部表面为胶合板，中间夹有玻璃纤维。在平坦统一的屋顶上天窗是唯一的窗户，而建筑通过粗麻布和铁丝网覆盖的隧道系统连接。最后一批建筑工人于1957年1月4日离开。
第一个南极越冬小队由保罗·斯普勒率领的8名「国际地球物理年」(IGY)科学家和约翰·塔克海军上尉率领的8名海军支援人员组成。营地的主要组成部分包括一个天文台、一个无线电探空仪、一个探空气球充气掩体，以及一个1000英尺高的雪洞，雪洞里有地震仪和磁强计。该小组记录的最低平均温度是零下90华氏度（-67.8摄氏度），尽管正如斯普勒指出的那样，「即使在零下60华氏度（-51.1摄氏度），我也看到有人吐血，因为支气管的毛细血管结霜了。」
1958年1月3日，来自新西兰的艾德蒙·希拉里爵士(Sir Edmund Hillary)的探险队(英联邦跨南极探险队的一部分)从斯科特基地通过陆地抵达了空间站，随后不久维维安·福克斯爵士(Sir Vivian Fuchs)的英国科学小组也抵达了这里。
初始站的建筑由预制构件组装而成，这些构件通过空运和空投的方式运到南极。它们最初建在地面上，用覆盖着木框架的走道连接着建筑物，但顯然人們低估的南極的困難度。虽然南极开阔地带的积雪每年约为8英寸(20厘米)，但在凸起建筑物附近，风吹过之后雪的累积速度要快得多，更以約每年1.2公尺的速度將此站不斷埋沒。到1960年，也就是科考站建成三年后，它已经被埋在6英尺(1.8米)厚的雪下。
由于压力导致大部分木制屋顶塌陷，深埋雪地下，因此初始站于1975年被遗弃。2010年12月，在为美国国家科学基金会进行雪稳定性测试时，一名设备操作人员坠楼，最终科考站被被拆除。这片区域正在被审查是否可以用作非政府组织客人的营地。

### 1975年–2003年穹頂站與新站
1975年，科考站搬迁到新建成的巴克敏斯特·富勒测地穹顶，50米(160英尺)宽，16米(52英尺)高，带有14米× 24米(46英尺× 79英尺)钢铁拱门。其中一个是穹顶的入口，它有一个横向拱，包含了用于空间站维护的模块化建筑、燃料囊、发电厂、融雪机、设备和车辆。穹顶内的独立建筑包括宿舍、厨房、娱乐室、邮局和用于监测上下大气的实验室，以及许多天文学和天体物理学方面的其他复杂项目。科考站还包括天空实验室，一个比穹顶略高的盒子状塔。天空实验室通过一条隧道与穹顶相连。太空实验室有大气传感器设备，后来还有一个音乐室。
在1970-1974年的夏天，建造穹顶的海军工程营成员住在朝鲜战争时期的詹姆斯威小屋(Jamesway hut)里。小屋由一个木制框架和一个由帆布篷布覆盖的凸起平台组成。两端都有一个双门的前厅。虽然有暖气，但热量不足以使它们在冬天适宜居住。在1976-1977年的夏天，这座建筑被烧毁了几次，后来最终被拆除。
然而，在1981-1982年期间，额外的从事文职工作的季节性驻站人员被安置在一个称为“夏令营”的一组詹姆斯威小屋之中。营地最初只有两间营房，后来发展到11间营房，每间大约住10人，加上两间有浴室和健身房设施的休闲营房。此外，在20世纪90年代特别为研究天文学和天体物理学的科考人员添加了一些科学和停泊结构，如hypertats和高架宿舍楼。
在穹顶作为主要科考站的这段时间里，美国的南极政策发生了许多变化。从20世纪90年代开始，利用南极有利的大气条件进行天体物理研究开始产生重要的科学成果。这些实验包括蟒蛇望远镜、蝰蛇望远镜和DASI望远镜，以及10米(390英寸)南极望远镜。现在DASI望远镜已经退役，它的支架被用于凯克阵列。阿曼达中微子望远镜/冰立方中微子天文台实验利用了2英里(3公里)厚的冰盖来探测穿过地球的中微子。马丁A.波莫兰兹天文台(MAPO)于1995年落成。这些项目的重要性改变了空间站运作的优先次序，提高了科学用货物的优先级和科学家的地位。
1998年-1999年夏是美国南极发展第六站队（VEX-6）和它的洛克希德LC-130飞机为美国南极计划服务的最后一年。从1999-2000年开始，纽约空军国民警卫队第109空运联队负责夏季麦克默多站和南极之间的日常货运和客运航班。
1988年冬天，穹顶里传来一声巨响，经调查发现因为地基基础环梁因应力过大而断裂。
知名的穹顶不斷被雪淹沒，在2009年底被拆除。它被装箱并交给了海蜂工兵队，把它储存在加州的休尼梅港。穹顶建筑中间的标志性眼洞悬挂在那里的海蜂博物馆展出。

### 2003年至今三代站
1992年，科考站的不斷改良设计，這次有了一个新的方案，建筑面积为7400平方米(8万平方英尺)，一共两层，总耗资1.5亿美元。建筑于1999年开工，毗邻穹顶。该设施于2008年1月12日正式启用，并举行了开站仪式，其中包括旧穹顶站的退役仪式。出席典礼的有一些政要，包括美国国家科学基金会主任Arden Bement，科学家Susan Solomon和其他政府官员。建造新南极站所需的全部建筑材料由LC-130大力神飞机和纽约斯科舍斯特拉顿空军国民警卫队基地第139空运中队从麦克默多站空运过来。
新站采用了模块化设计，以适应驻站科学家的增多，以及可调节的建筑高度，以防止被大雪掩埋。科考站所在地每年积雪约20厘米(8英寸)，但没有融化，建筑的圆角和边缘有助于减少积雪。 建筑面向风，墙体下部倾斜。倾斜的墙体增加了从建筑下流过的风速，并从雪堆上方流过，可以让积雪快速冲走。这可以防止建筑物被暴雪迅速掩埋。风洞测试表明，除非雪层达到二楼，否则冲刷将持续进行。
由于雪在自身重量的作用下会随着时间的推移逐渐沉降，因此建筑的地基被设计成能够适应建筑任何一方的沉降差异。如果差速沉降继续下去，就需要用千斤顶将支撑结构抬高并重新调整平稳。该设施的主要支撑柱设计在外墙外，因此整个建筑可以用千斤提升到整个楼层。在这个过程中，一段新的柱子将被添加到现有的柱子上，然后千斤顶将建筑拉到更高的高度。

## 运营
在夏季，科考站的人口通常在150人左右。大多数员工在2月中旬离开，留下几十人(2020年为42人)“越冬”，主要是后勤工作人员和一些科学家，他们让科考站在南极长达数月的夜晚保持运转。冬季工作人员在2月中旬至10月下旬之间被隔离。越冬带来了极大危险和压力，因为科考站的居民几乎完全与外界孤立。科考站在冬季完全自给自足，由3台使用JP-8喷气燃料的发电机供电。
科考站一年一度的传统是在冬季的最后一次飞行过后，连续观看The Thing from Another World (1951年)、怪形(The Thing) (1982年)和怪形前传(The Thing) (2011年)。
這座科考站的研究包括冰川学、地球物理学、气象学、高层大气物理学、天文学、天体物理学和生物医学研究。近年来，大多数冬季科学家都为冰立方中微子天文台工作，或者为南极望远镜和BICEP2等低频天文实验工作。极地空气的低温和干燥环境，加上超过2743米(8999英尺)的海拔，使得某些频率上的空气比其他地方的空气要透明得多，而且数月的黑暗允许敏感设备持续运行。
科考站有一个小温室，种植着各种蔬菜和药草，从新鲜茄子到墨西哥辣椒，都是水培生产的，只需要水和养分，不需要土壤。温室是冬天新鲜水果和蔬菜的唯一来源。

## 氣候
阿蒙森-斯科特南極站位于南极高原，属冰原气候，终年严寒，一年有8个月（3月至10月）的平均气温在-50°C以下。寒季（4月至10月）时，最低气温低于-70°C的情况十分常见，可偶尔降至-80°C以下。即便在最热月，气温也鲜少高于-20°C。最冷月为7月，平均气温-60°C，极端最低气温-82.8°C（1982年6月23日）。最热月为12月，平均气温-28°C，极端最高气温-12.3°C（2011年12月25日）。由于地处南极洲内陆，阿蒙森斯科特风速不高，强风少见。年平均风速约5.5米/秒，最大风速为25米/秒。该站的极昼极夜现象十分显著，极夜现象从3月下旬开始，延续到9月下旬，长度几近6个月，极昼时间同等。
| 阿蒙森-斯科特南極站 | 阿蒙森-斯科特南極站 | 阿蒙森-斯科特南極站 | 阿蒙森-斯科特南極站 | 阿蒙森-斯科特南極站 | 阿蒙森-斯科特南極站 | 阿蒙森-斯科特南極站 | 阿蒙森-斯科特南極站 | 阿蒙森-斯科特南極站 | 阿蒙森-斯科特南極站 | 阿蒙森-斯科特南極站 | 阿蒙森-斯科特南極站 | 阿蒙森-斯科特南極站 | 阿蒙森-斯科特南極站 |
| 月份 | 1月                 | 2月                 | 3月                 | 4月                 | 5月                 | 6月                 | 7月                 | 8月                 | 9月                 | 10月                | 11月                | 12月                | 全年                |
| --- | ------------------- | ------------------- | ------------------- | ------------------- | ------------------- | ------------------- | ------------------- | ------------------- | ------------------- | ------------------- | ------------------- | ------------------- | ------------------- |
| 历史最高温 °C（°F） | −14.4 (6.1)         | −20.6 (−5.1)        | −26.7 (−16.1)       | −27.8 (−18.0)       | −25.1 (−13.2)       | −28.8 (−19.8)       | −33.9 (−29.0)       | −32.8 (−27.0)       | −29.3 (−20.7)       | −25.1 (−13.2)       | −18.9 (−2.0)        | −12.3 (9.9)         | −12.3 (9.9)         |
| 平均高温 °C（°F） | −26.0 (−14.8)       | −37.9 (−36.2)       | −49.6 (−57.3)       | −53.0 (−63.4)       | −53.6 (−64.5)       | −54.5 (−66.1)       | −55.2 (−67.4)       | −54.9 (−66.8)       | −54.4 (−65.9)       | −48.4 (−55.1)       | −36.2 (−33.2)       | −26.3 (−15.3)       | −45.8 (−50.4)       |
| 日均气温 °C（°F） | −28.4 (−19.1)       | −40.9 (−41.6)       | −53.7 (−64.7)       | −57.8 (−72.0)       | −58.0 (−72.4)       | −58.9 (−74.0)       | −59.8 (−75.6)       | −59.7 (−75.5)       | −59.1 (−74.4)       | −51.6 (−60.9)       | −38.2 (−36.8)       | −28.0 (−18.4)       | −49.5 (−57.1)       |
| 平均低温 °C（°F） | −29.6 (−21.3)       | −43.1 (−45.6)       | −56.8 (−70.2)       | −60.9 (−77.6)       | −61.5 (−78.7)       | −62.8 (−81.0)       | −63.4 (−82.1)       | −63.2 (−81.8)       | −61.7 (−79.1)       | −54.3 (−65.7)       | −40.1 (−40.2)       | −29.1 (−20.4)       | −52.2 (−62.0)       |
| 历史最低温 °C（°F） | −41.1 (−42.0)       | −58.9 (−74.0)       | −71.1 (−96.0)       | −75.0 (−103.0)      | −78.3 (−108.9)      | −82.8 (−117.0)      | −80.6 (−113.1)      | −79.3 (−110.7)      | −79.4 (−110.9)      | −72.0 (−97.6)       | −55.0 (−67.0)       | −41.1 (−42.0)       | −82.8 (−117.0)      |
| 平均降水量 mm（） | 0.3 (0.01)          | 0.6 (0.02)          | 0.2 (0.01)          | 0.1 (0.00)          | 0.2 (0.01)          | 0.1 (0.00)          | 0.0 (0.0)           | 0.0 (0.0)           | 0.1 (0.00)          | 0.1 (0.00)          | 0.1 (0.00)          | 0.3 (0.01)          | 2.3 (0.09)          |
| 平均降雪量 cm（） | 0.3 (0.1)           | 0.5 (0.2)           | —                   | —                   | 0.3 (0.1)           | —                   | —                   | —                   | —                   | —                   | —                   | 0.3 (0.1)           | 1.3 (0.5)           |
| 平均降水天数（≥ 0.1 mm）                                                                                                  | 0.2                 | 0.3                 | 0.2                 | 0.0                 | 0.2                 | 0.1                 | 0.0                 | 0.0                 | 0.1                 | 0.1                 | 0.1                 | 0.3                 | 1.6                 |
| 平均降雪天数 | 22.0                | 19.6                | 13.6                | 11.4                | 17.2                | 17.3                | 18.2                | 17.5                | 11.7                | 16.7                | 16.9                | 20.6                | 203.0               |
| 月均日照時數 | 406.1               | 497.2               | 195.3               | 0.0                 | 0.0                 | 0.0                 | 0.0                 | 0.0                 | 34.1                | 390.6               | 558.0               | 616.9               | 2,698.2             |
| 日均日照時數 | 13.1                | 17.6                | 6.3                 | 0.0                 | 0.0                 | 0.0                 | 0.0                 | 0.0                 | 1.1                 | 12.6                | 18.6                | 19.9                | 7.4                 |
| 来源1：Pogoda.ru.net (temperatures, 1981–2010, extremes 1957–present)                                                     |                     |                     |                     |                     |                     |                     |                     |                     |                     |                     |                     |                     |                     |
| 来源2：Deutscher Wetterdienst (Precipitation 1957–1988 and Sun 1978–1993), NOAA (snowy days and snowfall data, 1961–1988) |                     |                     |                     |                     |                     |                     |                     |                     |                     |                     |                     |                     |                     |

## 流行文化
约翰·伯德博士的获奖书《一天一夜：南极人像》 (One Day, One Night: Portraits of the South Pole) 中记载了阿蒙森-斯科特南极站的科学与生活，该书中描写了南极傅科摆，300俱乐部，第一次在深冬季节的空运救援事件和包括气候变化和宇宙学的南极点的科学事件。
科幻作家金·斯坦利·罗宾森的书《南极洲》虚构了阿蒙森-斯科特和麦克默多的文化，故事时间设定在不久的将来。
在1998年拍摄的美国科幻惊悚片X档案：征服未来中，该科考站扮演了重要角色。
2009年的电影《冰天血地》(White out) 主要以阿蒙森-斯科特科考站为背景，尽管与真实的科考站建筑布局完全不同。
回合制策略游戏《文明VI》在其扩展资料片《迭起兴衰》中就将阿蒙森-斯科特南极站作为一个奇迹。
动画《机动战士高达》的OVA作品《The Origin》(OVA Mobile Suit Gundam: The Origin) 中讲述了南极洲一座名为斯科特城(Scott city) 的大都市故事，这座城市的穹顶与1975年的旧科考站穹顶建筑并无不同，当时由Zeon控制的人类太空殖民地与地球联盟(Earth Federation)在这里举行了一次重要的和平会议。
2019年的电影《伯纳黛特你去了哪》(Where'd You Go, Bernadette) 中，阿蒙森-斯科特站非常突出，在片尾字幕中还展示了建造该科考站的场景，尽管电影中描述的实际科考站是英国哈雷六世南极科考站。

## 时区
南极一年只看一次日出和日落。由于大气折射的原因，这些天文现象并不恰好分别发生在9月和3月的秋分日和春分日时：在每一个节分日时，太阳在地平线以上的时间要长4天。这个地方没有太阳日，在地平线以上没有所谓太阳日高度的最大值或最小值等概念。南极科考站使用的是新西兰时间(标准时间为UTC+12，夏令时为UTC+13)，因为所有飞往麦克默多站的航班都是从克赖斯特彻奇起飞的，因此，所有从南极出发的官方科考队都要经过新西兰。
时区信息数据库（IANA）中的区域标识符是「南极洲/南极」（antarctic /South Pole）。

## 外部連結

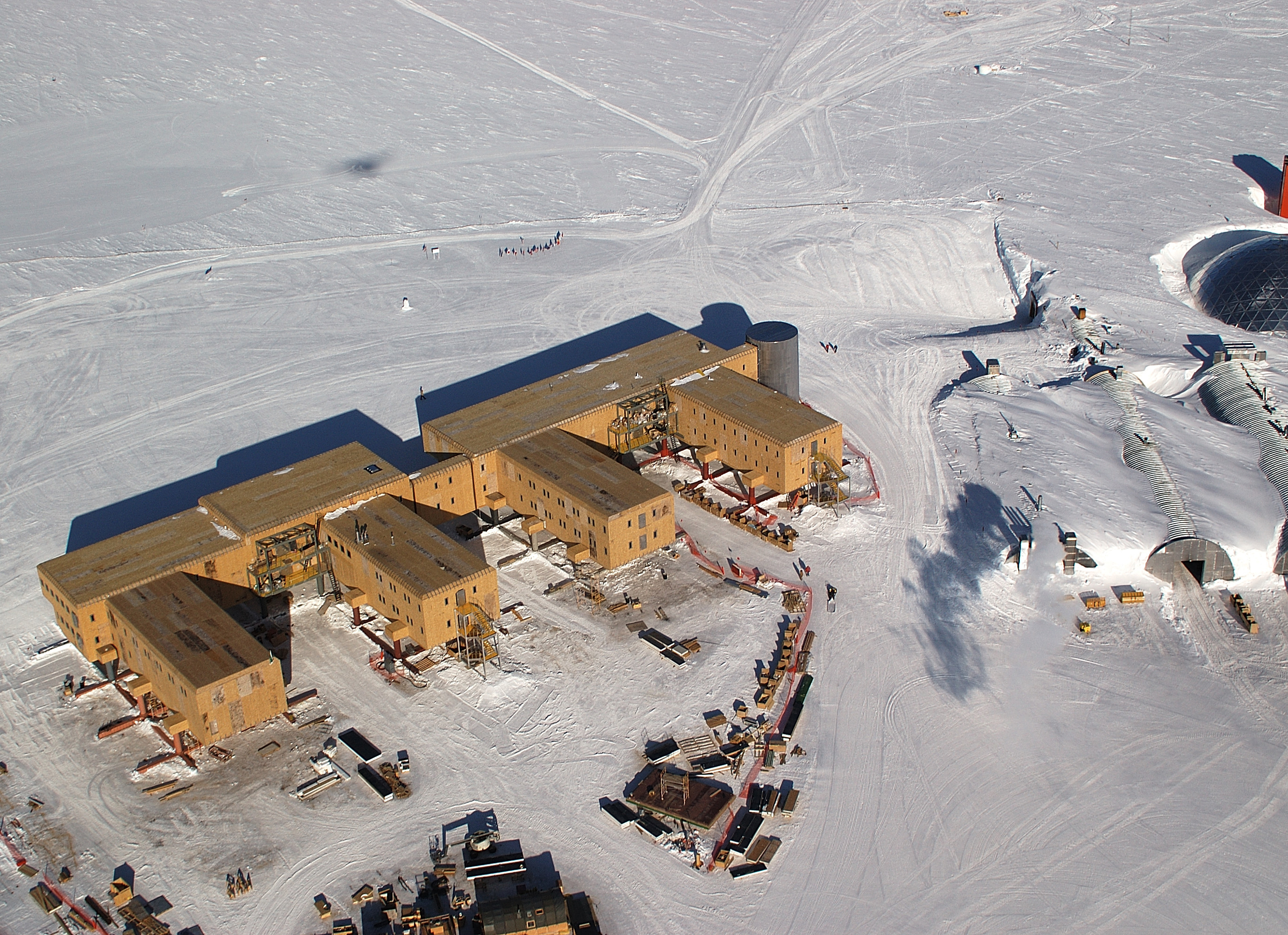
鳥瞰圖，站體與穹頂還未拆除前，攝於2005年一月

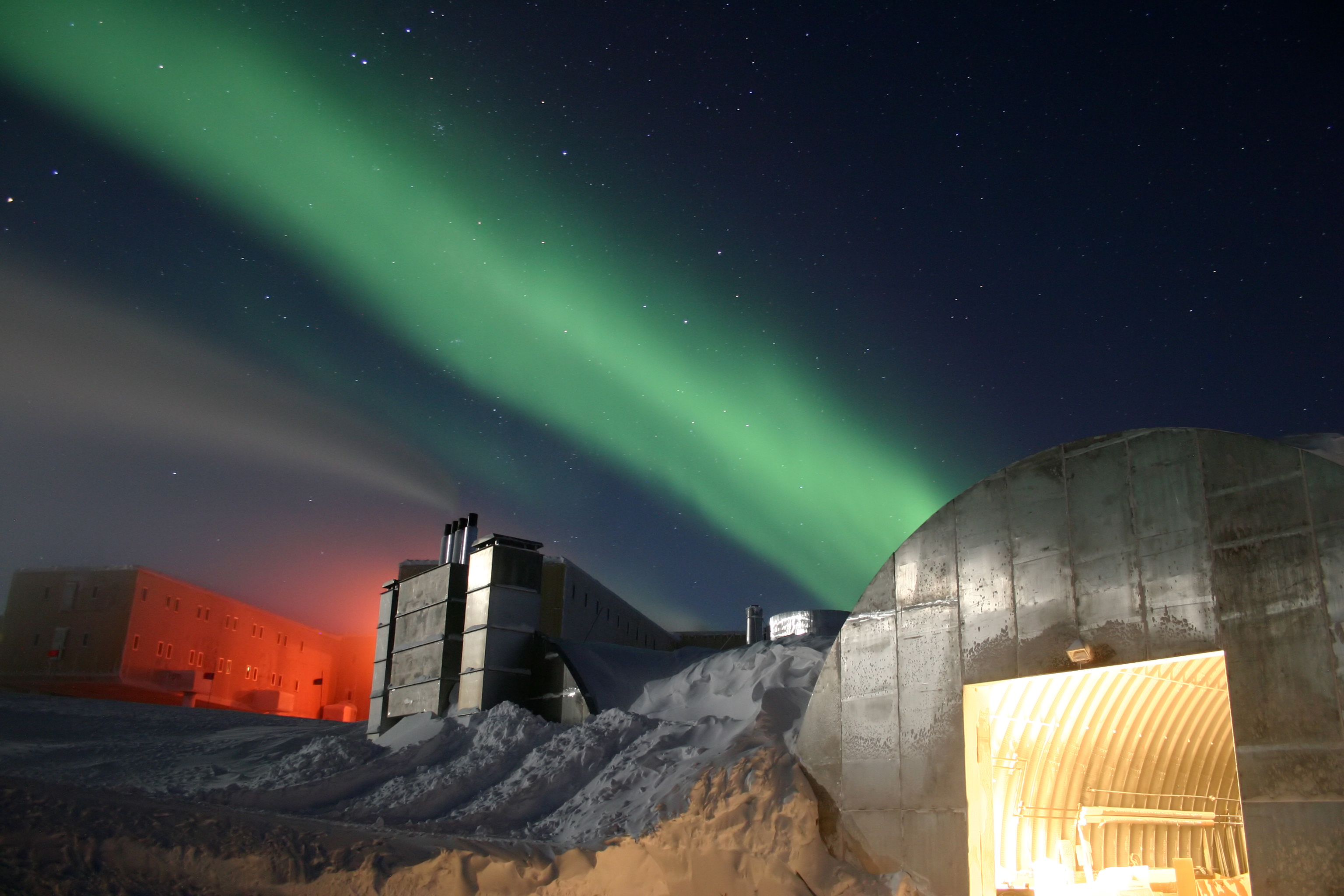
此圖拍攝於極夜，滿月加25秒的曝光時間得到這張照片。最左邊是新站，電力站在中間，右邊是舊的車庫。

- Current weather conditions at the Amundsen-Scott South Pole Station
- Bill Spindler's Antarctica （页面存档备份，存于）
- iceman's South Pole Page - Robert Schwarz spent most winters (6) at the Pole up to date （页面存档备份，存于）
- Bubble Panoramas of the South Pole （页面存档备份，存于）
- Live webcam image from ARO
- Big Dead Place
- National Science Foundation: Amundsen-Scott South Pole Station （页面存档备份，存于）
- Weather conditions at South Pole Station. （页面存档备份，存于）
- 世界航空数据库中的NZSP机场数据，数据截止日期：2006年10月。